# Sandara Park
Sandara Park (Hangul: 박산다라) (Busan, 12 november 1984), doorgaans met haar artiestennaam Dara genoemd, is een zangeres en actrice uit Zuid-Korea.
Park verbleef enige tijd in Filipijnen, waar ze aan de opnamen van Star Circle Quest deelnam. Na terugkeer naar Zuid-Korea ging ze in 2009 in de groep 2NE1 zingen, wat haar veel bekendheid gaf.

## Privé
Dara is de zus van de Koreaanse zanger Thunder, de artiestennaam van Park Sang-hyun.
- MusicBrainz: e8cfbf58-95cc-42f3-92e8-c616b66b02c0
- Virtual International Authority File: 18153409777441582726